# Patricia Elig
Pour les articles homonymes, voir Elig.
Patricia Elig, de son vrai nom Patricia Eligoulachvili, née le 22 octobre 1958 à Boulogne-Billancourt, est une actrice française. Elle est également scénariste.

## Biographie
Elle a débuté en 1980 avec Jean-Marie Périer dans plusieurs publicités pour les États-Unis et a participé pendant deux ans avec Thierry Redler à une émission de divertissement sur TF1 en prime time tous les vendredis soir : Salut les Mickey, dans le rôle de Candy.
Patricia Elig a joué dans plusieurs séries :
Toutes griffes dehors, Lili petit à petit, Lunes de miel (remake de la série Clair de lune avec Bruce Willis et Cybill Shepherd), Cas de divorce, Les Nouvelles Filles d'à côté, Island détectives, Les Vacances de l'amour et Mésaventures.
Elle a participé à une des nombreuses fausses pubs (Coin-Coin WC) dans l'émission des nuls.
Elle a également prêté sa voix à plusieurs personnages de séries télévisées : Hercule Poirot, Les Feux de l'amour.
Elle a une fille.

## Filmographie

### Cinéma
- 1981 : Prends ta Rolls et va pointer, de Richard Balducci : Mireille Vignault
- 1981 : Si ma gueule vous plaît, de Michel Caputo
- 1982 : N'oublie pas ton père au vestiaire, de Richard Balducci : Marlène
- 1983 : Le voleur de feuilles, de Pierre Trabaud : Isabelle (en 1920)
- 1983 : Si elle dit oui... je ne dis pas non, de Claude Vital
- 1984 : Vive les femmes ! : fille du front de mer
- 1986 :  Le Débutant, de Daniel Janneau : Bernadette
- 1987 : Club de rencontres, de Michel Lang : la visiteuse de l'appartement
- 1995 : Le Petit Garçon, de Pierre Granier-Deferre : Elsa

### Télévision

#### Téléfilms
- 1980 : L'Ange noir, de Roland-Bernard : Corinne
- 1982 : L'ours en peluche, d'Édouard Logereau
- 1984 : La Pendule, d'Éric le Hung : Édith Le Garrec
- 1984 : Le Pantin immobile, de Michel Guillet : Anne
- 1990 : Julie de Carneilhan : Madame Encelade
- 2013 : Interdits d'enfants, de Jacques Renard
- 2016 : Scènes de ménage
- 2023: Les Mystères de l'Amour

#### Séries télévisées
- 1982-1984 : Salut les Mickey, sur TF1, de Christophe Izard : Candy
- 1982 : Marianne, sur Antenne 2, de Marion Sarraut
- 1982 : Toutes griffes dehors (série télévisée), de Michel Boisrond : Josyane
- 1985 :  Série noire, sur TF1, de Jacques Ertaud (épisode Le Grand môme) : Juju
- 1986 :  Maguy, sur Antenne 2
- 1986 : Lili, petit à petit, de Philippe Galardi : Lili
- 1987 :  Marc et Sophie, sur TF1
- 1988 :  Le Standard en folie
- 1989 : Avec des fleurs
- 1990 : Lunes de miel, sur La Cinq : Carole
- 1991 : Cas de divorce, sur La Cinq (épisode Henry contre Henry) : Laure Henry
- 1993 : Le Miel et les Abeilles, sur TF1 : Isabelle
- 1995 : Les Garçons de la plage, sur TF1 : Alice (3 épisodes)
- 1995-1996 :  Les Nouvelles Filles d'à côté, sur TF1 : Stéphanie
- 1996 :  Les Vacances de l'amour, sur TF1 (épisode Sarah) : Mylène
- 1999 : Island Détectives, sur TF1 (épisode 15 : Flèches mortelles)
- 2003 : Blague à part, sur Canal+ : Katie, puis la femme furieuse
- 2008 : Duval et Moretti, sur M6, de Denis Amar (épisode Une odeur de poudre) : la mère de Sophie
- 2009 : Comprendre & pardonner, de Denis Amar (épisode Liaison dangereuse) : Lucie
- 2012 : Le Jour où tout a basculé, sur France 2 (épisode B25 : Mon patron me fait chanter) : Marilyn

### Scénarios
- Sans retour, écrit par Patricia Elig et Marina Golovine, réalisé par Philippe Galardi pour TF1 et diffusé en 1994
- Running Water, de Patricia Elig et Jamie Raskin (en anglais)
- Les Aventures extraordinaires de Clara, de Patricia Elig

### Doublage
- Hercule Poirot[Quand ?] : ?[Qui ?]
- Les Feux de l'amour[Quand ?] : Shantal
- Les Blondes[Quand ?] : Vanessa

### Publicités
- 2020 : Vinted : la maman

## Théâtre
- 1984 : Dialogues des carmélites, mise en scène de Dominique Leverd
- 1985-1987 : Y a-t-il un flic dans la salle ?, d'Éric Assous
- 1987-1988 : Les Yeux d'Agathe, mise en scène de Marc Simenon
- 1989 : Le Coin des enfants